# Izet Dibra
Izet Dibra (ur. 19 maja 1877 w Debarze jako Izet Shatku, zm. 11 lutego 1964 w Szkodrze) – burmistrz Tirany w latach 1927–1928, minister robót publicznych Albanii w latach 1930–1932.

## Życiorys
Gdy Albania była częścią Imperium Osmańskiego, Dibra był urzędnikiem w regionach m.in. Gramshu i Kiczewa.
Od 1922 roku pracował w sądzie wojskowym. Jednocześnie od stycznia 1922 do czerwca 1923 był podprefektem Tirany oraz w latach 1922–1924 i 1925–1927 był prefektem Elbasanu. Następnie od lipca 1927 do lipca 1928 był burmistrzem Tirany.
Był również w latach 1923–1925 i 1932–1939 deputowanym do albańskiego parlamentu. Od 16 marca 1930 do 7 grudnia 1932 pełnił funkcję ministra robót publicznych Albanii.

## Życie prywatne
Był synem Murada Ibrahima Shatku, lokalnego kupca i finansisty.